# Mistrzostwa Świata w Snookerze 1930
Mistrzostwa Świata w Snookerze 1930 − czwarte mistrzostwa świata w snookerze, które zostały rozegrane na przełomie 1929/1930. Po raz czwarty, mistrzem świata został Joe Davis, który w finale pokonał Toma Dennisa 25−12.

## Wyniki turnieju

### Runda 1
Lepszy w 25 frame'ach
 Fred Lawrence 13−11  Alec Mann

 Nat Butler 13−11  Tom Newman

### Półfinały
Lepszy w 25 frame'ach
 Joe Davis 13−2  Fred Lawrence

 Tom Dennis 13−11  Nat Butler

### Finał
Lepszy w 49 frame'ach
 Joe Davis 25−12  Tom Dennis